# Левицкий, Юзеф
Юзеф Левицкий (пол. Józef Lewicki, род. 15 марта 1934 года, Львов, ум. 29 октября 2021 года, Вроцлав) — польский пловец и ватерполист, участник Летних Олимпийских игр 1952 года в Хельсинки.

## Биография
Родился во Львове в семье Станислава и Зофьи (девичья фамилия Бжезицкая). Выпускник Энергетического техникума во Вроцлаве (1958).
Специализировался в вольном стиле. Выступал за команды Бужа (Вроцлав), Легия (Варшава, во время армейской службы) и Пафаваг (Вроцлав, 1950—1958). Тренировался у Юзефа Маковского, Анджея Мановского и Александра Чуперского.
В 1950 году завоевал золото чемпионата Польши на 200 м вольным стилем и был включён в состав сборной Польши в эстафете 4×200 м. Со сборной выступал на Олимпиаде 1952 года, заняв 12 место в эстафете 4×200 м. Выступил в эстафете также и на чемпионате Европы 1954 года в Турине.
Бронзовый медалист в эстафете 4×200 м на спортивных соревнованиях в рамках VI Всемирного фестиваля молодёжи и студентов в Москве.
Был чемпионом Польши на 200 м вольным стилем и вице-чемпионом на 100 и 400 м. Также играл в водное поло за команду Пафаваг (Вроцлав) и был её капитаном.
С 1956 по 1967 — инструктор по плаванию и водному поло во вроцлавских клубах Пафаваг и Будовляне. В 1986—1999 годах учитель и тренер по плаванию в Общеобразовательной спортивной школе № 72.
Участвовал в соревнованиях ветеранов в 1990-х годах. Установил рекорд Европы в эстафете 4×50 м вольным стилем. Завоевал серебряные медали на чемпионатах Европы ветеранов на дистанциях 200 и 400 м вольным стилем и бронзу в 100 м кролем. На чемпионате мира ветеранов в Мюнхене занял 4 место в соревновании 200 м кролем. Неоднократно выигрывал чемпионаты Польши для ветеранов.
Награждён знаками «За заслуги для спорта» и «За заслуги для польского олимпийского движения».